# Stapel op auto's
Stapel op auto's, aanvankelijk uitgezonden onder de titel Veronica Auto, is een autoprogramma dat tussen 1994 en 2004 werd gepresenteerd door Huub Stapel.
Het programma werd vanaf 13 oktober 1994 uitgezonden onder de titel Veronica Auto door de Veronica Omroep Organisatie (VOO) en later bij de commerciële zender Veronica. De TROS zond het programma van 1996 tot 1999 uit onder de titel Stapel op auto's. De commerciële zender RTL 5 ging van 2002 tot 2004 door met Stapel op auto's. In 2004 verving RTL 5 het autoprogramma door Gek op Wielen met Bavo Galama, en in 2005 kwam er nog een serie met Huub Stapel onder de titel Stapel in de States op de zender. Kees Baars was in alle jaren de eindredacteur van het autoprogramma.

## Zelfbouwauto
Tijdens een aantal afleveringen, samen met de toenmalige importeur Arno Hubers, werd een zelfbouwauto geassembleerd. Het ging daarbij om een Caterham 7 met een 2.0 16V-motor. Caterham bouwt de auto, die ooit (1959) door Colin Chapman als Lotus "Super Seven" was ontworpen, sinds 1973 onder licentie. De technische basis van de Caterham is ook gebruikt voor de ontwikkeling van Nederlandse Donkervoort-modellen.